# Instant Death
Instant Death és una pel·lícula britànica d'acció del 2017, dirigida per Ara Paiaya, que al seu torn es va encarregar de la fotografia. Els protagonistes són Lou Ferrigno, Jerry Anderson i Tania Staite, entre d'altres. És escrita per Adam Davidson i musicalitzada per Sefi Carmel. El film va ser realitzat per Ara Paiaya i es va estrenar el 2 de maig de 2017. S'ha doblat i subtitulat al català.

## Sinopsi
Quan la violència en els enfrontaments contra el narcotràfic es fa massa personal, un veterà de les Forces Especials vol fer una cruenta revenja.